# Waldemar Malak
Waldemar Malak, né le 17 juillet 1970 à Gdansk et mort le 13 novembre 1992 dans un accident de la route à Wejherowo, est un haltérophile polonais.

## Carrière
Waldemar Malak participe aux Jeux olympiques d'été de 1992 à Barcelone où il remporte la médaille de bronze dans la catégorie des 90–100 kg. Il est aussi cette année-là vice-champion d'Europe dans cette même catégorie.